# Аккала (Восточно-Казахстанская область)
Аккала (каз. Аққала, до 2017 г. — Белое) — село в Самарском районе Восточно-Казахстанской области Казахстана. Административный центр сельского округа Аккала. Код КАТО — 635073100.

## Население
В 1999 году население села составляло 1136 человек (565 мужчин и 571 женщина). По данным переписи 2009 года, в селе проживал 961 человек (486 мужчин и 475 женщин).